# Gasterocercodes
Gasterocercodes är ett släkte av skalbaggar. Gasterocercodes ingår i familjen vivlar.
Kladogram enligt Catalogue of Life:
| Gasterocercodes | \| \| Gasterocercodes brasiliensis \| \| \| \| \| \| Gasterocercodes gossypii \| \| \| \| |
|                 | \| \| Gasterocercodes brasiliensis \| \| \| \| \| \| Gasterocercodes gossypii \| \| \| \| |
|                 | Gasterocercodes brasiliensis                                                              |
|                 |                                                                                           |
|                 | Gasterocercodes gossypii                                                                  |
|                 |                                                                                           |